# سمیر توتسه
سمیر توتسه (انگلیسی: Semir Tuce؛ زادهٔ ۱۱ فوریهٔ ۱۹۶۴) بازیکن فوتبال اهل یوگسلاوی بود.
از باشگاه‌هایی که در آن بازی کرده‌است می‌توان به باشگاه فوتبال لوتسرن اشاره کرد.
وی همچنین در تیم‌های ملی فوتبال زیر ۲۱ سال یوگسلاوی و یوگسلاوی بازی کرده‌است.